# Język negidalski
Język negidalski – poważnie zagrożony wymarciem język północnotunguski używany w dalekowschodniej Rosji.

## Dialekty
- dolny
- górny